# Tillabéri (ville)
Pour les articles homonymes, voir Tillabéri.
Tilabéri (ou Tilabéry) est une ville et commune urbaine du Niger, chef-lieu de la région de Tilabéri, et du département éponyme de Tilabéri.

## Géographie

### Situation
La ville est située en zone sahélienne à l'ouest du pays sur la rive gauche du fleuve Niger, desservie par la route nationale RN1 à 117 km au nord-ouest de la capitale Niamey (gare de voyageurs).
| Sinder | Sakoira   |         |
| Dargol | Tillabéri | Ouallam |
|        | Kourtèye  |         |

## Histoire
Le cercle de Tillabéry est instauré dans la Colonie du Niger en 1927, ce cercle perdure jusqu'à l'indépendance, il s'étend sur les deux rives du fleuve Niger. La ville devient en 1988 la préfecture du département de Tillabéri qui remplace l'ancien département de Niamey à l'exclusion de la ville de Niamey, ce département est transformé en région en 1998.

## Population
Lors du recensement réalisé en 2012, la population communale est relevée à 51 439 habitants, la population urbaine de la ville de Tillabéri à 22 174 habitants,. De 2001 à 2012, la population urbaine a augmenté en moyenne de 2,7 % par an (pour un accroissement national moyen de : 3,9 %). La commune est peuplée par l'éthnie Songhaï.

## Services et administrations

### Liste des maires
La commune de Tillabéri est créée en 1988, et devient préfecture de l'ancien département de Niamey à l'exclusion de la ville de Niamey. Elle est dirigée pendant 16 ans par des administrateurs délégués désignés par l'État. Le premier conseil municipal est élu en juillet 2004, le maire en septembre 2004. Depuis le 4 avril 2024, un Administrateur délégué nommé par le Chef de l’État du Niger remplace le maire de la commune urbaine élu. 
| Période | Période | Identité                    | Étiquette | Qualité                |
| ------- | ------- | --------------------------- | --------- | ---------------------- |
| 2004    | 2021    | Morou Kaboyé                | MPR       |                        |
| 2021    | 2024    | Moussa Douma                |           |                        |
| 2024    |         | CPP Ousseini Amadou Oumarou |           | Administrateur délégué |

### Services
La ville, chef-lieu régional, abrite les services publics et administrations, (DR : Direction Régionale)
- Gouvernorat
- Préfecture de Tillabéri
- Mairie
- Direction régionale de l'Etat-civil
- DR Commerce
- DR Statistique
- DR Météo
- DR Santé publique
- Maison d'arrêt
- Hôpital de Tillabéri
- Centre hospitalier Mère et Enfant
- Orphelinat de Tillabéri
- Université d'État Boubacar Ba
- École normale d'instituteurs Tanimoune
- CES Franco Arabe de Tillabéri

La commune est pourvue de services de santé :
- Hôpital de district de Tillabéri
- Centre de Santé Intégré (CSI) à Tillabéri, Daïkaïna et Mari.

## Économie

### Industrie
La localité abrite une usine de décorticage du riz, unité industrielle de la société RINI (Le Riz du Niger).

### Transport et communication
La ville se trouve sur la section ouest de la route N1, qui relie Niamey au Mali.
L'aérodrome de Tillabéri est situé à 2 km à l'est du centre-ville.

## Culture et patrimoine
La ville se trouve dans l'aire linguistique du dialecte Zarma: Songhoyboro ciine.

## Jumelages et coopérations
La ville a des accords de coopération décentralisée avec Juvisy en France, située à 3850 kilomètres.
- Juvisy (France) depuis 1988
- Thale (Allemagne) depuis 1998

## Personnalités liées à la commune
- Seyni Oumarou (1950-), personnalité politique nigérienne.
- Abdourahamane Tiani